# Pontiac Montana
A Montana é uma minivan de porte médio da Pontiac.

## Galeria
- Primeira geração (1997-2004)
- Segunda geração (2005-2009)